# Lapandža
Lapandža (mađ. Lapáncsa) je pogranično selo u južnoj Mađarskoj.
Zauzima površinu od 4,36 km četvornih.

## Zemljopisni položaj
Nalazi se u Baranji, na 45° 49' 9" sjeverne zemljopisne širine i 18° 29' 52" istočne zemljopisne dužine, nedaleko (2 km) sjeverno od granice s Republikom Hrvatskom. Najbliža naselja u RH je Luč, 3,5 km jugoistočno i Zeleno Polje, 4 km južno.
Pišpek je 3 km zapadno-jugozapadno, Tapoca je 6 km zapadno, Madžarboja je 1,5 km sjeverno, Lipovica je 1,5 km istočno-sjeveroistočno, Iločac je 1,5 km jugoistočno, a Breme je 4,5 km jugozapadno.

## Upravna organizacija
Upravno pripada Šikloškoj mikroregiji u Baranjskoj županiji. Poštanski broj je 7775.

## Povijest
Župa imena Lappanch se prvi put javlja 1349. u pisanim izvorima. Po nekim autorima ime dolazi iz mađarskog laponya = nizina, močvarno područje. Lappanch i Gátwége su postojali u srednjem vijeku na ovom području.
U doba Turskog Carstva se između Lapandže i Madžarboje odvila velika bitka.
Za vrijeme turske vlasti je u potpunosti opustjela. Selo se ponovno naselilo oko 1760. doseljavanjem Nijemaca. Rimokatolički Mađari su se doselili u ovo selo 1850.
Pripadala je obitelji Veterán, a potom obitelji Esterházy.

## Promet
500 m sjeverozapadno od Lapandže prolazi željeznička prometnica Viljan – Madžarboja. Najbliža postaja je u Madžarboji.

## Stanovništvo
Lapandža ima 226 stanovnika (2001.). Mađari su većina. Roma je blizu 3%. Rimokatolika je 84%, kalvinista je blizu 9%, nekoliko grkokatolika te ostalih.

## Vanjske poveznice
- (mađ.) Lapáncsa a Dunántúli Napló oldalán  Arhivirana inačica izvorne stranice od 13. lipnja 2007. (Wayback Machine)
- (mađ.) Lapáncsa hivatalos honlapja
- Lapandža na fallingrain.com